# Liste der Monuments historiques in Mauchamps
Die Liste der Monuments historiques in Mauchamps führt die Monuments historiques in der französischen Gemeinde Mauchamps auf.

## Liste der Bauwerke
| Bezeichnung             | Beschreibung | Standort | Kennzeichnung | Schutzstatus | Datum | Bild |
| ----------------------- | ------------ | -------- | ------------- | ------------ | ----- | ---- |
| Kirche St-Jean-Baptiste |              | (Lage)   | PA00087950    | Inscrit      | 1926  |      |

## Liste der Objekte
- Monuments historiques (Objekte) in Mauchamps der Base Palissy des französischen Kultusministeriums